# Handball-Bayernliga 2023/24
Die Handball-Bayernliga 2023/24  wird unter dem Dach des „Bayerischen Handballverbandes“ (BHV) organisiert und ist die höchste Spielklasse des Landesverbandes Bayern. Die Bayernliga ist nach der Bundesliga, der 2. Bundesliga und der 3. Liga eine der vierthöchsten Spielklassen im deutschen Handball. Ab der Saison 2024/25 wird die Bayernliga in Handball-Regionalliga Bayern  umbenannt.

## Saisonverlauf
Südbayerischer und Bayerischer Meister der Frauen wurde der TSV Schwabmünchen, Nordbayerischer Meister der MTV Stadeln. Es gab in dieser Saison keinen direkten Aufsteiger bei den Frauen, Meister TSV Schwabmünchen konnte sich nur über die Aufstiegsrelegation zur 3. Liga qualifizieren. Meister und Direktaufsteiger in die 3. Liga bei den Männern wurde die TG Landshut. Die Bayernliga der Männer bestand in dieser Saison eingleisig aus 14 Mannschaften. Die Frauenliga wurde wieder in den Gruppen Nord und Süd mit je sieben Teams ausgespielt.

### Modus
Männer: Im Verlaufe der Saison treten die 14 Mannschaften der Bayernliga jeweils in einer Hin- und Rückrunde gegeneinander an. Nach Abschluss der daraus resultierenden 26 Spieltage steigt der Bayerische Meister in die 3. Liga auf, während je nach Anzahl der Absteiger aus der 3. Liga die letztplatzierten zwei bis sechs Mannschaften in die beiden Staffeln der Landesliga absteigen. Bei Punktgleichheit gilt der direkte Vergleich.
Frauen: Es wird eine Hin- und Rückrunde in 2 Gruppen gespielt. Platz 1 (Staffelsieger) bis 3 der jeweiligen Gruppe sind berechtigt an
der Playoffs teilzunehmen. Platz 1 der Playoffrunde ist Bayerischer Meister und als Teilnehmer für die Aufstiegsrelegation zur 3. Liga (Handball) 2024/25 qualifiziert. Sollte der Bayerische Meister nicht an der Relegation zur 3. Liga teilnehmen können oder wollen, kann der Vizemeister gemeldet
werden. Platz 4 bis 7 der jeweiligen Gruppe spielen in einer Abstiegsrunde um den Klassenerhalt. Bei Punktgleichheit gilt der direkte Vergleich.

## Teilnehmer und Abschlusstabellen

### Bayernliga Männer
|     | Mannschaft              | Spiele | Punkte |
| --- | ----------------------- | ------ | ------ |
| 1.  | TG Landshut             | 26     | 45:70  |
| 2.  | TV 1861 Erlangen-Bruck  | 26     | 40:12  |
| 3.  | HaSpo Bayreuth (A)      | 26     | 38:14  |
| 4.  | SG Regensburg           | 26     | 35:17  |
| 5.  | VfL Günzburg            | 26     | 33:19  |
| 6.  | DJK Waldbüttelbrunn (A) | 26     | 31:21  |
| 7.  | HSC 2000 Coburg II      | 26     | 29:23  |
| 8.  | TSV 2000 Rothenburg     | 26     | 26:26  |
| 9.  | TSV Allach 09           | 26     | 22:30  |
| 10  | HC Erlangen III (N)     | 26     | 19:33  |
| 11. | TSV Lohr                | 26     | 18:34  |
| 12. | SG DJK Rimpar II        | 26     | 17:35  |
| 13. | TSV Simbach (N)         | 26     | 07:45  |
| 14. | HBC Nürnberg (N)        | 26     | 04:48  |

(A) = Absteiger aus der 3. Liga (N) = Neu in der Liga (Aufsteiger)

 Meister und Aufsteiger zur 3. Liga 2024/25
 „Für die RL-Bayern 2024/25 qualifiziert“ 
 Absteiger in die Oberliga 2024/25 Stand 11. Mai 2024

### Bayernliga Frauen

#### Vorrunde
| Gruppe Nord | Gruppe Nord                   | Gruppe Nord | Gruppe Nord |
| Pl.         | Verein                        | Spiele      | Punkte      |
| ----------- | ----------------------------- | ----------- | ----------- |
| 1.          | MTV Stadeln                   | 12          | 21:3        |
| 2.          | ESV 1927 Regensburg II        | 12          | 15:9        |
| 3.          | HSV Bergtheim                 | 12          | 15:9        |
| 4.          | HG Zirndorf                   | 12          | 12:12       |
| 5.          | TSV Simbach (N)               | 12          | 11:13       |
| 6.          | HBC Nürnberg                  | 12          | 6:18        |
| 7.          | SG Helmbrechts/-Münchberg (N) | 12          | 4:20        |

| Gruppe Süd | Gruppe Süd               | Gruppe Süd | Gruppe Süd |
| Pl.        | Verein                   | Spiele     | Punkte     |
| ---------- | ------------------------ | ---------- | ---------- |
| 1.         | TSV Schwabmünchen        | 12         | 19:5       |
| 2.         | TSV EBE Forst United (A) | 12         | 18:6       |
| 3.         | HT München               | 12         | 15:9       |
| 4.         | TSV Ismaning             | 12         | 13:11      |
| 5.         | SV München-Laim          | 12         | 8:16       |
| 6.         | TSV Vaterstetten (N)     | 12         | 8:16       |
| 7.         | TSV Haunstetten II       | 12         | 3:21       |

- (N) = neu in der Liga (A) = Absteiger (R) = Rückzug   für die Meisterrunde qualifiziert  Teilnehmer der Abstiegsrunde
- Nordbayerischer Meister 2023/24 wurde die MTV Stadeln – Südbayerischer Meister 2023/24 wurde der TSV Schwabmünchen

#### Endrunde
| 1. | TSV Schwabmünchen      | 10 | 17:30 |
| 2. | TSV EBE Forst United   | 10 | 15:50 |
| 3. | HT München             | 10 | 09:11 |
| 4. | ESV 1927 Regensburg II | 10 | 08:12 |
| 5. | MTV Stadeln            | 10 | 06:14 |
| 6. | HSV Bergtheim          | 10 | 05:15 |

| Abstiegsrunde |                           |        |        |
| Pl.           | Verein                    | Spiele | Punkte |
| 7.            | TSV Ismaning              | 14     | 24:4   |
| 8             | SV München-Laim           | 14     | 22:6   |
| 9.            | TSV Vaterstetten          | 14     | 18:10  |
| 10            | HG Zirndorf               | 14     | 14:14  |
| 11            | TSV Simbach               | 14     | 14:14  |
| 12            | HBC Nürnberg              | 14     | 8:20   |
| 13            | TSV Haunstetten II        | 14     | 8:20   |
| 14            | SG Helmbrechts/-Münchberg | 14     | 4:24   |

 Meister und Aufsteiger (Teilnehmer an der Aufstiegsrelegation zur 3. Liga) 2024/25 Stand 8. Juni 2024
 für die Regionalliga Bayern 2024/25 qualifiziert  Absteiger in die Oberliga 2024/25

### Änderungen zur Vorsaison
Nicht mehr dabei waren die Auf- und Absteiger der Vorsaison.

Neu hinzukamen die Absteiger aus der 3. Liga.
- Männer DJK Waldbüttelbrunn, HaSpo Bayreuth
- Frauen: TSV EBE Forst United

und die Aufsteiger aus den Landesligen
- Männer HC Erlangen III (Meister BLL-Nord), TSV Simbach (Meister BLL-Süd) und der Relegationssieger HBC Nürnberg.
- Frauen SG Helmbrechts/Münchberg (Meister BLL-Nord), TSV Vaterstetten (Meister BLL-Süd) und der Relegationssieger TSV Simbach.

## Aufstiegsrelegation zur 3. Liga (Frauen)
Die 3. Liga (Frauen) ist am Ende der Saison von 48 auf nur noch 36 Teams reduziert worden. Dazu wurde mit den Oberligameistern eine Aufstiegsrelegation zur 3. Liga (Frauen) durch den DHB ausgetragen. Es wurden drei Gruppen in Nord, Mitte und Süd mit je vier Mannschaften gebildet. Jede Gruppe spielte eine Hin- und Rückrunde, wobei sich jeweils die zwei bestplatzierten Teams für die 3. Liga (Frauen) 2024/25 qualifizierten.
In der Südgruppe traten der Bayerische Meister (Bayernliga), Meister und Vizemeister der Oberliga Baden-Württemberg (BW-OL) sowie der Meister Rheinhessen / Rheinland / Pfalz / Saar (OL-RPS) gegeneinander an. Am Ende der Relegation galt bei Punktegleichheit der direkte Vergleich.

### Gruppe Süd
Ausspielung vom 27./28. April bis 8./9. Juni 2024. Stand 9. Juni 2024
|    | Mannschaft                      | Sp | S | U | N | Tore    | Diff. | Pkte |
| -- | ------------------------------- | -- | - | - | - | ------- | ----- | ---- |
| 1. | FSG Ketsch/Friesenheim 2 (ORPS) | 6  | 4 | 1 | 1 | 204:174 | +30   | 9:3  |
| 2. | TSV Schwabmünchen (Bayernliga)  | 6  | 3 | 0 | 3 | 166:173 | −7    | 6:6  |
| 3. | HC Schmiden-Oeffingen (OBW 2)   | 6  | 3 | 0 | 3 | 162:169 | −7    | 6:6  |
| 4. | TG 88 Pforzheim (OBW 1)         | 6  | 1 | 1 | 4 | 162:178 | −16   | 3:9  |

 Aufsteiger zur 3. Liga (Frauen) 2024/25.